# The Washington Post
The Washington Post (literalmente "O Correio de Washington"), mais conhecido por Washington Post, ou até mesmo por Post, é um jornal diário estadunidense. É o jornal de maior circulação publicado em Washington, DC, e foi fundado em 6 de Dezembro de 1877, tornando-o mais antigo jornal existente da área.
Localizado na capital dos Estados Unidos, o jornal tem uma ênfase particular na política nacional. As edições diárias são impressas para o Distrito de Columbia, Maryland e Virginia. O jornal é publicado no formato standard, com fotografias impressas, tanto em cores quanto em preto e branco.
O jornal ganhou 47 prêmios Pulitzer. Isto inclui seis Pulitzers separados concedidas em 2008, o segundo maior número já concedido a um único jornal em um ano. No início dos anos 1970, no episódio mais conhecido na história do jornal, os repórteres Bob Woodward e Carl Bernstein lideraram a investigação da imprensa estadunidense "no que se tornou conhecido como o escândalo de Watergate; relatando que jornal contribuiu grandemente para a renúncia do presidente Richard Nixon.
Em 2013, os proprietários de longa data da família Graham venderam o jornal para Jeff Bezos por 250 milhões de dólares em dinheiro. O jornal é propriedade de Nash Holdings LLC, uma empresa holding de Bezos criada especialmente para a aquisição.

## Prêmios
- Prêmio Pulitzer de Serviço Público (1973, 1999, 2000, 2008, 2014)